# Convenzione di Londra (1884)
La Convenzione di Londra fu un trattato negoziato nel 1884 tra la Gran Bretagna, potenza suprema in Sud Africa, e la Repubblica sudafricana (Zuid Afrikaansche Republiek). La Convenzione di Londra sostituì la Convenzione di Pretoria del 1881.

## Antefatti storici
Il trattato regolava le relazioni tra la Repubblica sudafricana e la Gran Bretagna all'indomani della prima guerra boera.

## Delegati
La Repubblica Sudafricana era rappresentata dai seguenti delegati:
- Presidente Paul Kruger
- Generale Nicolaas Smit
- Rev. Stephanus Jacobus du Toit
- Jonkheer Gerard Jacob Theodoor Beelaerts van Blokland, consulente legale olandese per la Repubblica sudafricana
- Ewald Auguste Esselen, come segretario della delegazione boera

## Contenuto della convenzione
La convenzione incorporava la gran parte della precedente convenzione di Pretoria, ma con due differenze principali.

### Nome del paese
In seguito alla Convenzione di Pretoria, il nome della Repubblica sudafricana era stato cambiato in territorio del Transvaal. Su richiesta del Volksraad del Transvaal il nome fu ripristinato in Repubblica sudafricana.

### Conseguenze
Il risultato principale della Convenzione di Londra fu la rinuncia alla sovranità britannica sulla Repubblica sudafricana.